# Обервиль-им-Зимменталь
Обервиль-им-Зимменталь (нем. Oberwil im Simmental) — коммуна в Швейцарии, в кантоне Берн. 
Входит в состав округа Нидерзимменталь. Население составляет 842 человека (на 31 декабря 2006 года). Официальный код — 0766.